# Präbichl-Formation
Die Präbichl-Formation ist eine lithostratigraphische Formation vorwiegend  kontinentaler, fluviatiler Rotsedimente, die während des Mittleren und Oberen Perms in den Ostalpen abgelagert wurde. Sie bildet die Basis der Nördlichen Kalkalpen und liegt primär diskordant auf den variszisch gefalteten paläozoischen Gesteinen der Grauwackenzone.

## Etymologie
Die Präbichl-Formation (manchmal auch Prebichl geschrieben), bzw. Präbichl-Schichten oder Präbichl-Konglomerat, ist nach dem Präbichl-Pass (1226 m) in der Steiermark benannt.

## Typlokalität
Koordinaten: 47° 32′ 0″ N, 14° 58′ 14″ O
Das Typprofil befindet sich westlich der Leobner Hütte zwischen dem Knappensteig zum Polster und dem Hirscheggsattel (1699 m).

## Geschichtliches
Der Begriff der Präbichl-Formation wurde erstmals im Jahr 1929 von R. Schwinner als Präbichl-Konglomerat eingeführt. Dennoch waren die Konglomerate an der Leobner Hütte zuvor schon 1923 von Redlich und 1926 von Spengler beschrieben worden. Im Jahr 1937 führte Cornelius in seiner Beschreibung der Rax die Bezeichnung Präbichl-Schichten ein. Ausführliche Bearbeitungen stammen von Sommer aus den Jahren 1968 und 1972.

## Geologischer Rahmen

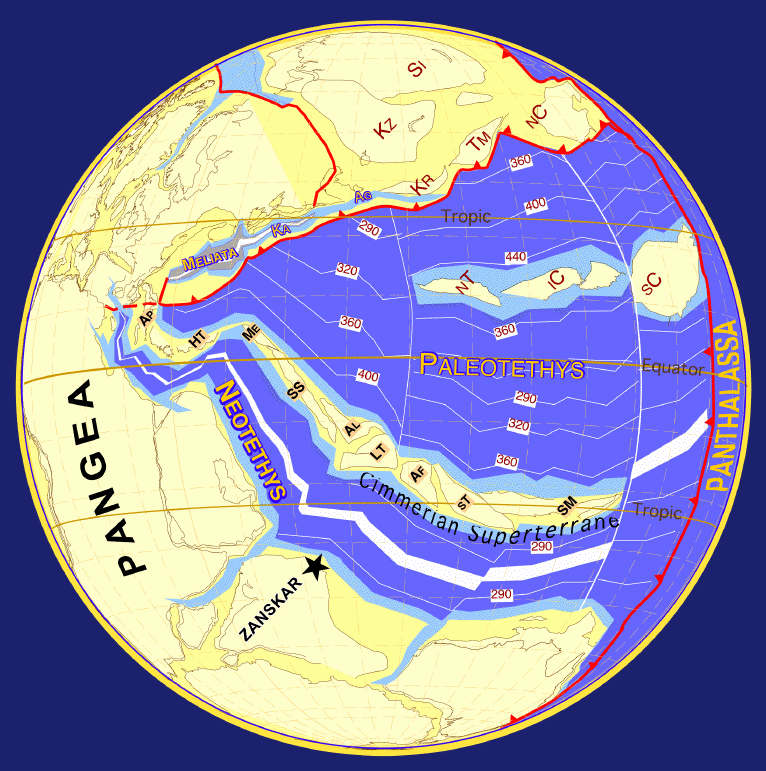
Plattentektonische Rekonstruktion des Tethysraumes um 249 Millionen Jahre BP. Die Präbichl-Formation wurde am nordwestlichen Rand des Meliata-Ozeans abgelagert.

Nach erfolgter Kontinentalkollision zwischen Gondwana und Laurussia während der variszischen Orogenese hatte sich gegen Ende des Karbons der Superkontinent Pangäa A gebildet. Es wird davon ausgegangen, dass bereits zu Beginn des Mittelperms das variszische Hochgebirge sehr stark abgetragen worden war und nur noch stellenweise Mittelgebirgscharakter aufwies. Im weiteren Verlauf des Mittelperms war die Konfiguration von Pangäa A durch dextrale Scherung entlang einer rund 3.000 Kilometer langen Scherzone sodann zu Pangäa B abgewandelt worden.
Bedingt durch die Megascherung unterlag im Zeitraum von 300 bis 250 Millionen Jahren BP der Alpenraum Dehnungskräften und es entstanden als Folge sedimentäre Einsenkungsbecken im Gebiet der West-, Ost- und Südalpen, aber auch im späteren Molasseraum. In den auf dem erodierten variszischen Deckenstapel entstandenen Becken akkumulierten Synriftsedimente – klastische Formationen wie die Präbichl-Formation und die Gröden-Formation mit einer Gesamtmächtigkeit von 1500 Meter. Zeitgleich wurden im Drauzug die Laas-Formation und in der Gurktal-Decke die Werchzirm-Formation abgesetzt, beides sehr ähnliche Formationen.
Über der Präbichl-Formation folgt dann die Werfen-Formation. Als seitlicher Vertreter fungiert das Haselgebirge.

## Sedimentologie
Die an der Typlokalität gut 160 Meter mächtigen siliziklastischen Rotsedimente (Englisch Red Beds) der Präbichl-Formation bestehen vorwiegend aus Konglomeraten, Brekzien, unausgereiften Sandsteinen und Schiefertonen. Sie enthalten reichlich wiederaufgearbeitete Klasten aus dem örtlichen Grundgebirge und bilden daher polymikte Brekzien, Konglomerate, lithische Arenite und lithische Grauwacken. Die Schwermineralfraktion wird zu über 70 % von Turmalin beherrscht, ferner zugegen sind Zirkon, Rutil und Apatit.
Die so gut wie fossilleeren Sedimente (mit Ausnahme von Conodonten und Radiolarien in den basalen Kalkgeröllen) können als proximale bis distale Ablagerungen von Schwemmkegeln (Schuttfächern, Englisch alluvial fans) interpretiert werden, die distal in feinkörnige Playasedimente mit Caliche-Krusten und seltenen Algenlagen übergehen. Sie ähneln in ihrer Ausbildung sehr stark rezenten bis fossilen alluvialen Schuttfächersedimenten, wie sie in semiariden bis ariden Klimazonen angetroffen werden. Die Abfolge Alluvialer Schuttfächer–Playasedimente ist in Megasequenzen angeordnet, deren Korngröße sich jeweils zum Hangenden reduziert.
Der Ablagerungsraum der Präbichl-Formation befand sich damals auf rund 10° nördlicher Breite, die klimatischen Bedingungen waren semiarid bis arid.

### Lithologie
Gewöhnlich beginnt die Präbichl-Formation mit einem bis zu 50 Meter mächtigen Kalkkonglomerat (und untergeordnet auch Kalkbrekzie), das Gerölle aus den Liegendschichten enthält (z. B. Kalke mit Siderit und Ankerit). Es folgen wechsellagernde quarzreiche Konglomerate und violette Siltsteine, die in bis zu 50 Meter mächtige Sandsteine übergehen, welche sich ihrerseits mit Tonsteinen und Siltsteinen abwechseln. Im quarzreichen Konglomerat treten häufig Chert-Klasten auf, die aus aufgearbeitetem Devon und Karbon stammen. Im Hangenden geht die Präbichl-Formation sukzessiv unter Korngrößenabnahme und Einschaltung von tonschiefrigen Lagen in die Werfen-Formation über.
Die 160 Meter mächtige Abfolge am Typprofil wird aus 3 Megasequenzen aufgebaut, von denen die beiden untersten vollständig erhalten sind. Hierbei handelt es sich um zwei sich überlappende Schuttfächer. Der untere, knapp 50 Meter mächtige Schuttfächer besteht aus einem 5 Meter mächtigen Basiskonglomerat, sowie einer basalen konglomeratischen Proximalfazies mit Grobschüttung und einer überlagernden distalen Schichtflutfazies in Feinschüttung. Die Sedimente sind generell rot. Der rund 100 Meter mächtige obere Schuttfächer wird ebenfalls aus zwei Fazies aufgebaut, einem Zopfstromsystem des mittleren Fächerbreichs mit grüngefärbter, zyklischer Sedimentation unter Korngrößenabnahme sowie einer Schichtflutfazies des distalen Fächers –  rote, tonige bis sandige Sedimente mit vereinzelten Rinnenfüllungen. Die obersten 10 Meter sind ebenfalls rote, fluviatile Sedimente, es kann aber nicht entschieden werden, ob es sich hierbei ebenfalls um einen Schuttfächer handelt.
Christian Exner (2000) konnte die Präbichl-Formation im Raum Filzmoos in drei Serien (bzw. Member) unterteilen. Vom Hangenden zum Liegenden sind dies:
- Plattenserie (Plattenquarzit)
- Filzmoosserie
- Wexlerserie

## Metamorphose
Die Illit-Kristallinität der Gesteine gibt zu erkennen, dass die Präbichl-Formation im Verlauf der alpinen Gebirgsbildung eine sehr schwache bis schwache Regionalmetamorphose erlitten hat.

## Alter
Die Präbichl-Formation wurde im Zeitraum von 270 bis 251 Millionen Jahren BP abgelagert (Roadium bis Changhsingium).

## Vorkommen

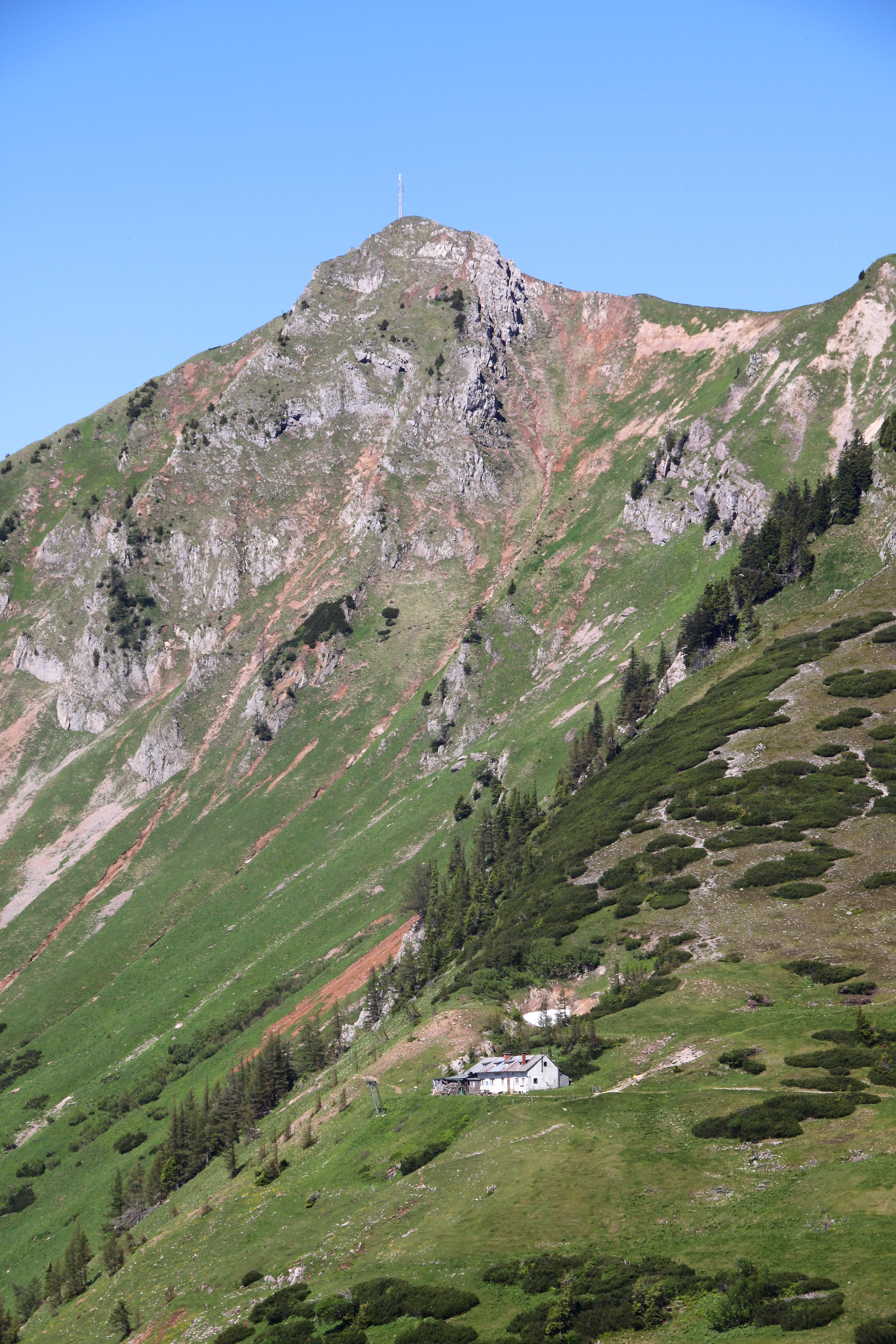
Der aus unterdevonischen Kalken aufgebaute Polster (1910 m) mit der Leobner Hütte; das Typprofil der Präbichl-Formation befindet sich rechts oberhalb der Hütte in Richtung Hirscheggsattel.

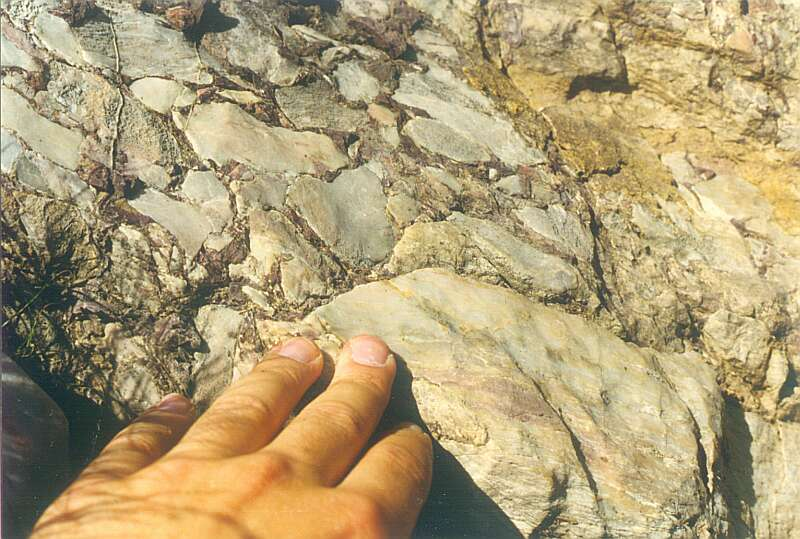
Transgressiver Übergang von schwach metamorphen devonischem Polsterkalk (Sauberg-Kalk, Grauwackenzone, unten) zur Präbichl-Formation (Basisbrekzie, oben). Aufschluss zwischen Polster und Leobner Hütte.

Die Präbichl-Formation tritt in der östlichen Grauwackenzone des Oberostalpins auf (Eisenerzer Alpen). In der Norischen Decke (auch Norisch-Tirolische Decke) überlagert sie transgressiv paläozoische Ablagerungen. Sie kann hierbei unterschiedlich weit ins Paläozoikum herabgreifen – am Steirischen Erzberg beispielsweise ins Karbon der Eisenerz-Formation, an der Typlokalität in unterdevonische Kalke und Dolomite oder andernorts sogar in den oberordovizischen Blasseneck-Porphyroid.
Ob eine Korrelation mit sehr ähnlichen Vorkommen der westlichen Grauwackenzone im Raum Wörgl-Leogang zutreffend ist, kann aufgrund fehlender Altersdatierungen und lithologischer Markerhorizonte nicht entschieden werden. Möglicherweise besteht sogar eine Verbindung zu den Kristbergschichten im Montafon, obschon diese einen marinen bis lakustrinen Charakter vorweisen und etwas älter sein dürften.
Vorkommen im Einzelnen sind:
- Präbichl (Typlokalität): am Polster (in der Nähe der Leobner Hütte) überlagert die Präbichl-Formation an einer steilstehenden Winkeldiskordanz transgressiv die verkarsteten unterdevonischen Oberen Polsterkalke.
- Admont (Admonter Schuppenzone, am Klosterkogel)[13]
- Erzberg bei Eisenerz
- Filzmoos
- Fritztal
- Gesäuse (Hinterradmer, Johnsbachtal)
- Kindberg
- Payerbach (Grillenberg)
- Rax (Knappendorf)
- Südlich der Reichensteingruppe (Lahngangkogel, Bichlerhalt)
- Nördlich vom Rotschütt